# Tłustomosty (przystanek kolejowy)
Tłustomosty – stacja kolejowa położona w Tłustomostach. Znajduje się na linii kolejowej nr 177 z Raciborza przez Głubczyce do granicy państwowej. Ruch pasażerski na linii zamknięto w 2000 roku. Budynek stacji jest opuszczony i zdewastowany.

## Historia
Stacja Tłustomosty przed 1945 rokiem nosiła nazwę Stolzmütz.